# Bevče
Bevče je naselje u slovenskoj Općini Velenju. Bevče se nalazi u pokrajini Štajerskoj i statističkoj regiji Savinjskoj. 

## Stanovništvo
Prema popisu stanovništva iz 2002. godine naselje je imalo 216 stanovnika.